# Comté de Granville
Le comté de Granville est un comté situé dans l'État de Caroline du Nord aux États-Unis. Lors du recensement de 2020, sa population était de 60 992 habitants.

## Histoire
Fondé en 1746, il a reçu son nom en l'honneur de Lord Granville, un des héritiers des Huit Lord propriétaires de Caroline qui fit don des terres qui se trouvent au nord de l'État.

## Démographie
| 1790   | 1800   | 1810   | 1820   | 1830   | 1840   |
| ------ | ------ | ------ | ------ | ------ | ------ |
| 10 982 | 14 015 | 15 576 | 18 222 | 19 355 | 18 817 |

| 1850   | 1860   | 1870   | 1880   | 1890   | 1900   |
| ------ | ------ | ------ | ------ | ------ | ------ |
| 21 249 | 23 396 | 24 831 | 31 286 | 24 484 | 23 263 |

| 1910   | 1920   | 1930   | 1940   | 1950   | 1960   |
| ------ | ------ | ------ | ------ | ------ | ------ |
| 25 102 | 26 846 | 28 723 | 29 344 | 31 793 | 33 110 |

| 1970   | 1980   | 1990   | 2000   | 2010   | - |
| ------ | ------ | ------ | ------ | ------ | - |
| 32 762 | 34 043 | 38 345 | 48 498 | 59 916 | - |

## Communautés

### Cities
- Creedmoor
- Oxford

### Towns
- Butner
- Stem
- Stovall

### Townships
- Brassfield
- Dutchville
- Fishing Creek
- Oak Hill
- Oxford
- Salem
- Sassafras Fork
- Tally Ho
- Walnut Grove